# Juniperus formosana
Juniperus formosana е вид растение от семейство Кипарисови (Cupressaceae). Видът е незастрашен от изчезване.

## Разпространение
Разпространен е в Китай и Тайван.